# Naissance en 856
Naissance
- 852
- 853
- 854
- 855
- 856
- 857
- 858
- 859
- 860

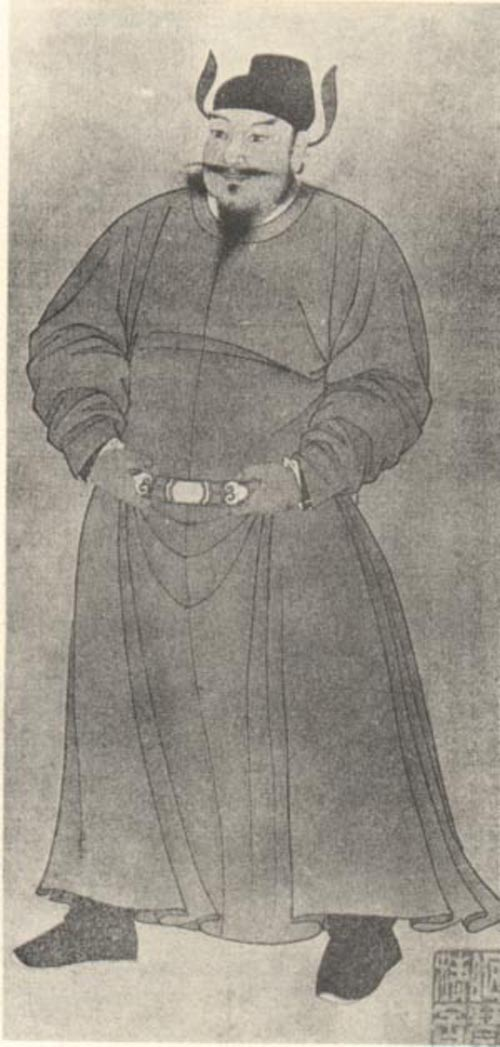
Li Keyong né en 856.

Cette page dresse une liste de personnalités nées au cours de  l'année 856 :
- 24 octobre : Li Keyong (en), gouverneur militaire de la dynastie Tang.
- Li Maozhen (en), seul roi du royaume Qi (en).

## Crédit d'auteurs
- Cet article est partiellement ou en totalité issu de l'article intitulé « 856 » (voir la liste des auteurs).